# Hugo Gyldén

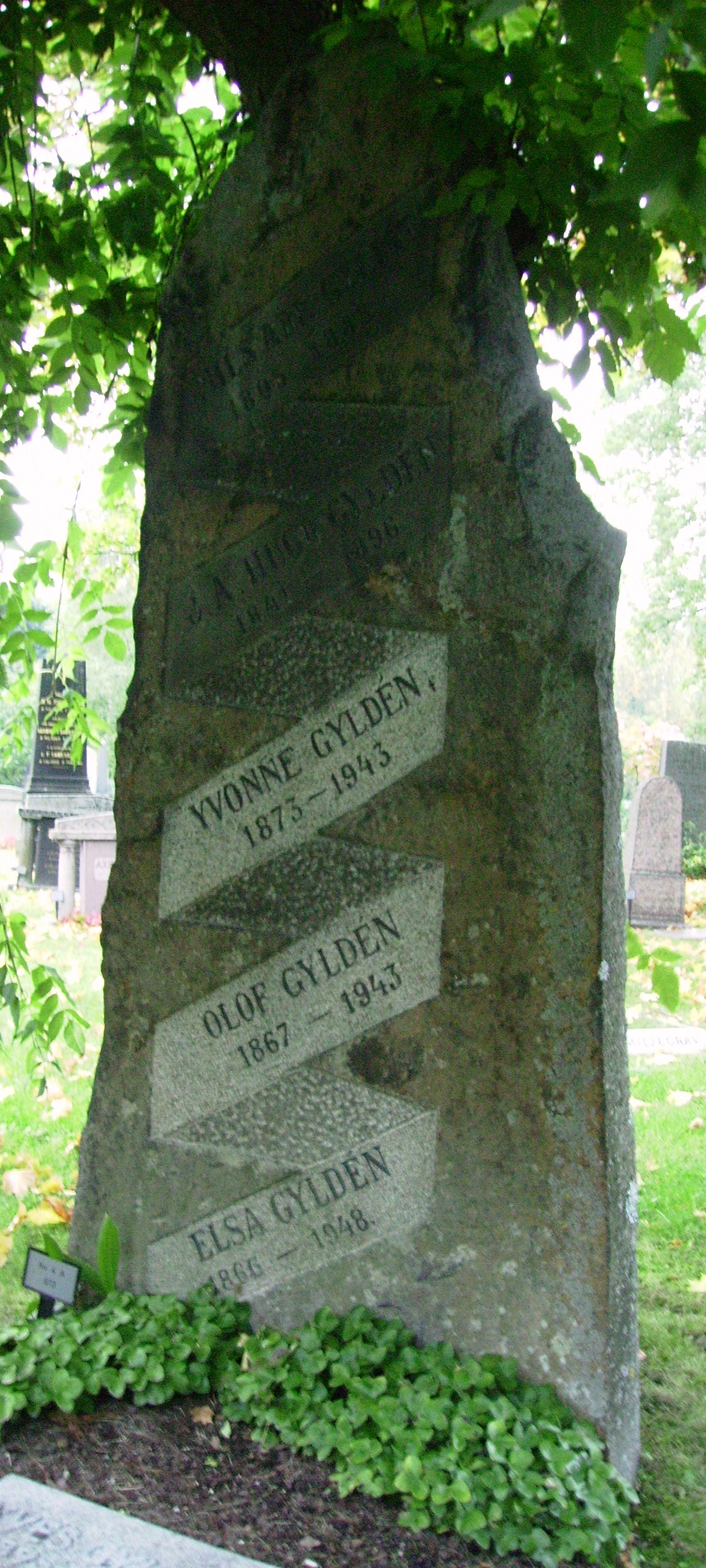
Hugo Gyldéns gravvård på Norra begravningsplatsen i Solna kommun.

Johan August Hugo Gyldén, född 29 maj 1841 i Helsingfors, död 9 november 1896 i Stockholm, var en finländsk astronom. 
Sedan han 1860 promoverats till filosofie magister i Helsingfors och 1861-1862 vistats i Tyskland för astronomiska studier, avlade han 1862 licentiatexamen och begav sig till Pulkova för att tjänstgöra vid därvarande astronomiska observatorium. I december samma år utnämndes han till docent i astronomi vid universitetet i Helsingfors, förklarades 1863 för filosofie doktor och blev samma år adjunkt-astronom i Pulkova. Sedan han 1864 tagit avsked från docenturen i Helsingfors, befordrades han 1865 till äldre astronom i Pulkova.
1871 kallades han till Vetenskapsakademiens astronom och föreståndare för dess observatorium i Stockholm. Gyldén kallades 1884 som professor till universitetet i Göttingen, men avböjde detta anbud. Från denna tid daterar sig hans föreläsningar vid Stockholms observatorium, som förutom av svenska åhörare besöktes av ett ej obetydligt antal utländska yngre astronomer, som tid efter annan uppehöll sig i Stockholm i syfte att göra sig förtrogna med Gyldéns teorier för de intermediära och absoluta banorna. Från 1888 var Gyldén kopplad till Stockholms högskola som lärare i astronomi.
Gyldén var ledamot av flera kommittéer för pensionsväsendets ordnande samt verkade kraftigt för införande av arbetsstatistik och arbetarförsäkring.
Gyldén offentliggjorde en stor mängd högst värdefulla skrifter av astronomiskt, matematiskt och mekaniskt innehåll. 1874 utgav han en lärobok i astronomi, Framställning af astronomien i dess historiska utveckling och på dess nuvarande ståndpunkt. Hans arbete i refraktionsteori, Untersuchungen über die Constitution der Atmosphäre und die Strahlenbrechung in derselben (två avhandlingar, 1866 och 1868), vilar till sin numeriska del på iakttagelser, genomförda vid observatoriet i Pulkova 1842-1849, och ligger till grund för de refraktionstabeller, som beräknats vid nämnda observatorium. Sin mesta tid ägnade Gyldén åt perturbationsteorin, som han, huvudsakligen genom att i densamma införa de elliptiska funktionerna, i väsentlig grad ombildade och förbättrade. 
Dessutom förenklade Gyldén även kalkylerna på det sätt, att han uppvisat, att en del av desamma kan utföras för flera specialproblem på en gång. Bland hans hithörande publikationer märks Studien auf dem Gebiete der Störungstheorie, I (1871) och tabellverket Recueil de tables contenant les développements numériques à employer dans le calcul des perturbations des comètes (1877), förutom åtskilliga uppsatser och meddelanden i svenska och utländska vetenskapliga tidskrifter. I avhandlingen Ueber die Bahn eines materiellen Punktes etc. (1879) undersöks rörelserna i ett sådant system av kroppar, i vilket dessa senare är nära nog likformigt fördelade, utom i centralregionen, där större massor tänks koncentrerade. Denna fråga saknar icke betydelse för stellarastronomin, eftersom det, såvida fixstjärnorna över huvud bilda ett fysiskt system, icke är omöjligt, att detta system har den antydda beskaffenheten. Avhandlingen antogs även efter Gyldéns död förbli av vikt vid undersökningen av rörelserna inom nebulosorna. 
I arbetet Versuch einer mathematischen Theorie zur Erklärung des Lichtwechsels der veränderlichen Sterne (1879) lämnar Gyldén en matematisk behandling av Johann Karl Friedrich Zöllners hypotes om de föränderliga stjärnorna, enligt vilken dessa företeelser beror på rotationen av himlakroppar, hos vilka avkylningen hunnit så långt, att slaggbildning på ytan redan i märkbar grad inträtt. I Undersökningar af teorien för himlakropparnas rörelser, I (1881) visar Gyldén, hur man vid lösningen av trekropparsproblemet synes vinna ej obetydliga fördelar genom att icke utgå från de Keplerska ellipserna, utan från en så kallad "intermediär bana", som ej är en sluten kroklinje, utan i vilken apsidernas rörelse redan är upptagen. Gyldén utgav även Astronomiska iakttagelser och undersökningar anställda på Stockholms observatorium.
Gyldén erhöll 1884 dispositionsrätten till ett av riksdagen åt Vetenskapsakademien beviljat anslag för utförande av numerisk beräkning av teorin för de stora planeternas absoluta banor. Detta arbete var vid Gyldéns död redan ganska långt framskridet, och en del av de numeriska resultaten är publicerad i andra avdelningen, Détermination des inégalités des huit planètes principales dépendant de leurs configurations (1896), av hans ofullbordade verk Traité analytique des orbites absolues des huit planètes principales. Räkningarnas fullföljande anförtroddes åt direktorn för Pulkova observatorium Oskar Backlund.
Bland Gyldéns övriga senare arbeten märks Theoretische Untersuchungen über die intermediären Bahnen der Cometen in der Nähe eines störenden Körpers (1884), Untersuchungen über die Convergenz der Reihen, welche zur Darstellung der Coordinaten der Planeten angewendet werden (1887), Nouvelles recherches sur les series employées dans les théories des planètes (I, 1891; II, 1892), Hülfstafeln zur Berechnung der Hauptungleichheiten in der absoluten Bewegungstheorien der kleinen Planeten (utgiven under medverkan av Samuel Oppenheim, 1896).
Gyldén var medlem av Vetenskapsakademien (1872), Vetenskaps-Societeten i Uppsala (1872), Finska Vetenskaps-Societeten i Helsingfors (1871) samt flera andra in- och utländska lärda samfund. 1879 blev han Angelo Secchis efterträdare som korresponderande medlem av Franska vetenskapsakademin.
Hugo Gyldén var son till Nils Abraham Gyldén samt gift med Therese von Knebel (1842–1937) och vidare far till Olof Gyldén och farfar till Yves Gyldén.

## Eftermäle
Nedslagskratern Gyldén på månen och asteroiden 806 Gyldenia är uppkallade efter honom.  Dessutom har han givit namn åt Gyldéngatan, som förbinder Odengatan med Observatorielunden i Stockholm.